# Adamo Boari
Adamo Boari (né à Marrara, frazione de Ferrare, le 22 octobre 1863 – mort à Rome le 22 février 1928) est un architecte et ingénieur italien.

## Biographie
Boari a étudié à l'université de Ferrare puis à celle  de Bologne.  Il est diplômé en génie civil en 1886.

En 1889, il part au Brésil en quête de travail, mais aussi par esprit d'aventure. 
Le Brésil a envoyé ses projets et dessins à la première exposition nationale d'architecture qui a eu lieu à Turin en 1890.
Le jeune ingénieur a également visité Buenos Aires et Montevideo.
Au Brésil, lors de la construction du chemin de fer Santos-Campinas, il a contracté la fièvre jaune en raison des conditions difficiles sur les chantiers de construction et a été forcé de quitter le pays pour trouver un traitement. Il part pour Chicago aux États-Unis en 1893.
Il participe à l'Exposition Colombienne avec un certain succès, à tel point que, en 1899, il a obtenu l’autorisation d'exercer aux États-Unis avec le titre d'architecte professionnel.
À Chicago, il reçoit de nombreuses commandes pour des projets de réalisation au Mexique, dans le cadre de la modernisation du pays décidée par le président Porfirio Díaz.
Si bien qu'en 1899, Boari commence à travailler au Mexique, où son titre d'architecte est officiellement validé en 1903.
Il est chargé de concevoir le dôme de la paroisse de Nuestra Señora del Carmen (1898), les églises d’Atotonilco El Alto , la cathédrale de Matehuala  dans l'État de San Luis Potosí ainsi que le temple expiatoire de Guadalajara.
Après la conception d'un monument à Porfirio Diaz en 1900, Boari s'est attiré les sympathies du président et a été chargé de la construction du Palais de la poste à Mexico, commencé en 1902 et achevé en 1907, c'est un bâtiment de style vénitien éclectique qui mélange  plusieurs tendances. 
A. Boari a également participé à la conception du "Palacio Nacional".
Devenu un architecte reconnu au Mexique,  Boari est sollicité par Diaz  pour choisir un terrain approprié pour la construction du nouveau Théâtre National. Boari choisit  une zone où se trouvaient les ruines d'un couvent de Sainte Isabelle. Au cours des travaux, des ruines aztèques sur lesquelles le couvent avait été construit sont mises au jour, ce qui ajoute à la valeur symbolique du projet. 
Pour mettre à niveau  ses connaissances techniques, Boari retourne brièvement à Chicago travaillant dans le cabinet de Frank Lloyd Wright.
En 1907, de retour au Mexique, Boari commence la construction du théâtre avec le projet d'intégrer à l'architecture du  bâtiment, des éléments de la culture indigène du pays. À cette fin, la façade Art nouveau éclectique du théâtre, mêle librement des éléments architecturaux néoclassiques, coloniaux, mais aussi aztèques et mayas. La structure est en métal, mais le  travail avançant lentement, en partie à cause des infiltrations d'eau, Boari a dû  consolider la construction, très lourde car fortement décorée avec du marbre de Carrare, avec des injections de ciment dans le sol.

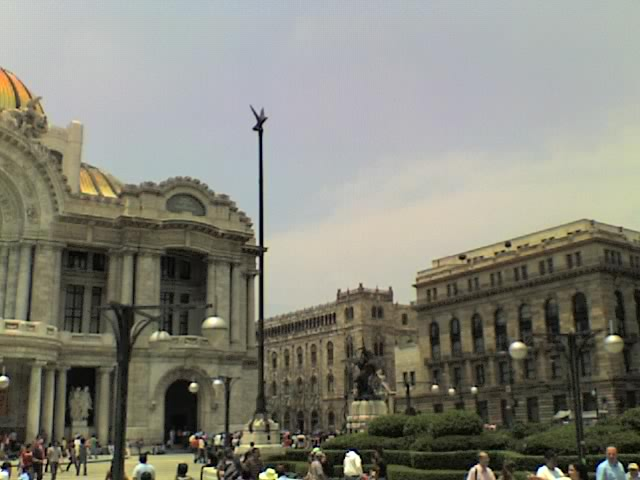
Vue du musée des Beaux-arts, Palais postal et Banque de Mexico

Pendant ce temps, le Mexique traversait une phase de forte instabilité sociale et politique à la suite de la Révolution mexicaine.
En 1916, Boari décide de retourner en Italie, mais il reste en contact avec Federico Mariscal, chargé de compléter le théâtre . Après la Révolution, l'immeuble devient le Palais des Beaux-Arts. Le Palais des Beaux-Arts a été ouvert en 1934, des années après la mort de Boari.
En Italie, Boari continue à travailler, ainsi il conçoit le réservoir de l'aqueduc de Ferrare dans un style inspiré de l'architecture classique. Et, bien que cela  ne soit pas attesté, il est dit qu'il supervise le projet du Nouveau Théâtre (Ferrare) qui a été signé par son frère, Sesto Boari, et présente quelques similitudes stylistiques avec le Théâtre National de Mexico.
En 1927, il a participé au concours pour la construction du bâtiment de la Société des Nations à Genève, auquel ont également participé Le Corbusier et Hannes Meyer.  Dans le jury  se trouvaient  Victor Horta et Josef Hoffmann. Il meurt à Rome le 22 février 1928,,

## Crédit d'auteurs
- (it) Cet article est partiellement ou en totalité issu de l’article de Wikipédia en italien intitulé « Adamo Boari » (voir la liste des auteurs).